# Fimbristylis rhodesiana
Fimbristylis rhodesiana là loài thực vật có hoa trong họ Cói. Loài này được Rendle mô tả khoa học đầu tiên năm 1911.